# بخش د لوژان
بخش د لوژان (به اسپانیایی: Partido de Luján) یک منطقهٔ مسکونی در آرژانتین است که در استان بوئنوس آیرس واقع شده‌است. بخش د لوژان ۸۰۰ کیلومتر مربع مساحت و ۹۳٬۹۹۲ نفر جمعیت دارد.